# 柳町光男
柳町 光男（やなぎまち みつお、1945年（昭和20年）11月2日 - ）は、日本の映画監督。社会派映画、文芸映画の分野の作品が多い。1985年に芸術選奨文部大臣賞受賞。監督した劇映画6作品のうち、5作品を世界三大映画祭（カンヌ国際映画祭・ベルリン国際映画祭・ヴェネツィア国際映画祭）に出品している。東京国際映画祭では2回受賞（1992年、2005年）。

## 来歴・人物
茨城県行方郡牛堀町（現在は潮来市）の出身。茨城県立水戸第一高等学校、早稲田大学法学部卒業。大学在学中から映画作家を志望しシナリオ研究所へ通う。卒業後に就職するも、1969年からフリーの助監督として映画撮影に携わる。東映教育映画部では大和屋竺に師事。1974年に自らの製作会社「群狼プロダクション」を設立し代表に就任（現在は、株式会社プロダクション群狼）。
その後、当時日本で最大規模の暴走族であったブラックエンペラーを追ったドキュメンタリー映画の製作に着手。2年の製作期間を経て1976年に第1作『ゴッド・スピード・ユー! BLACK EMPEROR』を発表した。安田生命ホール（現在の明治安田生命ホール）での小規模公開から始まったが、評判を呼び、東映系で拡大ロードショー公開される。
この第1作を戦後生まれで初の芥川賞作家である中上健次が評価したことがきっかけとなり、『十九歳の地図』（中上健次の第69回芥川賞候補作）を映画化し、1979年に劇映画デビューすることになる。
以降、『さらば愛しき大地』（1982年、根津甚八・秋吉久美子主演）、『火まつり』（1985年、脚本 中上健次）などで各方面から高い評価を受ける。
1990年には当時の世界的スター、ジョン・ローンを主演に迎え日米香港合作映画『チャイナシャドー』を製作（原作は直木賞作家・西木正明の『蛇頭（スネークヘッド）』）。初となった海外との合作を成功させ中国、台湾、香港などへ積極的な関心を示し、1993年には中国人留学生や日本育ちの中国人少女が登場する『愛について、東京』を監督。
2001年度～2003年度に、早稲田大学客員教授。このときの経験をもとにした映画が『カミュなんて知らない』である。2006年に第19回東京国際映画祭の国際審査員を務める。出身地である茨城県の「いばらき大使」、潮来市の「水郷いたこ大使」も務める。
好きな映画監督は、溝口健二、ジャン＝リュック・ゴダールなど。ノンフィクション作家の佐野眞一、株式会社ボイジャー社長の萩野正昭は、大学時代の同窓であり友人。

## 監督作品
- ゴッド・スピード・ユー! BLACK EMPEROR（1976年、ドキュメンタリー）
- 十九歳の地図（1979年）
- さらば愛しき大地（1982年）
- 火まつり（1985年）
- チャイナシャドー（1990年）
- 愛について、東京（1993年）
- 旅するパオジャンフー（1995年、ドキュメンタリー）
- カミュなんて知らない（2005年）

## 出演作品
- 世界わが心の旅 香港/ここを故郷とする友へ（NHK・BS-2/2000年2月5日放送）
- 時代を越える溝口健二（2006年、ドキュメンタリー）
  - 監督：櫻田明広
  - ナビゲーター：寺島しのぶ

## 受賞歴
- 十九歳の地図（1979年）
  - 第53回キネマ旬報ベスト・テン 日本映画部門 第7位入賞
  - 1980年カンヌ国際映画祭 批評家週間 正式出品
  - 1979年「映画芸術」誌 第1位
  - 第1回ヨコハマ映画祭 新人監督賞[2]
- さらば愛しき大地（1982年）
  - 第56回キネマ旬報ベスト・テン 日本映画部門 第2位入賞
  - 第6回日本アカデミー賞 優秀監督賞
  - 1982年ベルリン国際映画祭 正式出品
  - カンヌ国際映画祭 ある視点部門 正式出品

- 火まつり（1985年）
  - 第59回キネマ旬報ベスト・テン 日本映画部門 第3位入賞
  - 第40回毎日映画コンクール 日本映画優秀賞
  - 1985年芸術選奨文部大臣賞
  - 1985年カンヌ国際映画祭 ある視点部門 正式出品

- 愛について、東京（1993年）
  - 1992年ナント三大陸映画祭 最優秀アジア映画賞
  - 第5回東京国際映画祭 審査員特別賞
  - 第67回キネマ旬報ベスト・テン 日本映画部門 第7位入賞
  - 1992年ヴェネツィア国際映画祭 正式出品

- 旅するパオジャンフー（1995年）
  - 1995年ヴェネツィア国際映画祭 イメージの窓部門 招待作品
  - 台湾金馬奨映画祭 正式招待
  - ウィーン映画祭 正式招待作品

- カミュなんて知らない（2005年）
  - 第18回東京国際映画祭 日本映画・ある視点部門 作品賞受賞[3]
  - 第80回キネマ旬報ベスト・テン 日本映画部門 第10位入賞
  - 2005年カンヌ国際映画祭 監督週間 出品
  - 2005年ニューヨーク映画祭 出品

## 著作など
- 「創造と批評のダイナミズムを」（自主映画の作家たち<特集>） - 雑誌「シナリオ」32(12) 1976年12月
- 「日本映画の復権に向けて」（管理の文化か自己閉塞か<特集>） - 雑誌「現代の眼」20(1) 1979年1月
- 「『十九歳の地図』を語る＝柳町光男」 - 雑誌「シネ・フロント」1979年11月号
- 「「十九歳の地図」（柳町光男監督）」（「十九歳の地図」<特集>） - 雑誌「シナリオ」36(1) 1980年1月
- 「公開討論・映像は状況を撃てるか!」（柳町光男、竜村仁、田原総一朗） - 雑誌「シナリオ」36(1) 1980年1月
- 「日本映画の明日を創る人々-5-」（柳町光男、八森稔） - 雑誌「キネマ旬報」（通号798） 1980年11月15日
- 「次回作の方途を模索する作家たち--長谷川和彦、後藤幸一、柳町光男、橋浦方人」（新しい映画世代の作家たち-2-監督篇 映画づくりの体験と方法、田山力哉） - 雑誌「シナリオ」37(1) 1981年1月
- 監督「さらば愛しき大地」（撮影現場ルポ、北川れい子） - 雑誌「キネマ旬報」（通号823） 1981年11月1日
- 「柳町光男「『さらば愛しき大地』を語る＝柳町光男」 - 雑誌「シネ・フロント」（第71号）1982年
- 「「さらば愛しき大地」（柳町光男監督）」（「さらば愛しき大地」） - 雑誌「キネマ旬報」（通号835） 1982年5月1日
- 「"茨城はこれからもこだわり続けたい"」（「さらば愛しき大地」、対談:柳町光男、川本三郎） - 雑誌「キネマ旬報」（通号835） 1982年5月1日
- 「「さらば愛しき大地」（柳町光男監督）」（「さらば愛しき大地」<特集>） - 雑誌「シナリオ」38(6) 1982年6月
- 「若手映画監督の映像観--いま最も期待されている二人の映像作家がめざすもの」（対談：柳町光男、小栗康平） - 雑誌「潮」（通号279） 1982年7月
- 「南アジアの映画を語る…佐藤忠男/柳町光男/山谷哲夫」 - 季刊「国際交流」第33号（（独立行政法人 国際交流基金、1982年10月）
- 「おすぎVS柳町光男」 雑誌「シネ・フロント」（第98号）1984年
- 「「火まつり」<特集>」 - 「キネマ旬報」（通号910） 1985年5月15日
- 杉浦孝昭『おすぎのシネマトーク』（シネ・フロント社、1986年。杉浦孝昭はおすぎの本名）
- 「柳町光男監督の映画を巡って」 - 渡辺了『20世紀末シネマ読本』（青弓社、1991年4月）
- 「日本の映画監督-6-柳町光男」（インタビュー：柳町光男、田中千世子） - 雑誌「キネマ旬報」（通号1055） 1991年4月1日
- 柳町光男「チャイナシャドー」 - 雑誌「映画芸術」（No.360）1991年冬号
- 「愛について、東京（撮影現場訪問）」 - 山口猛 雑誌「キネマ旬報」（通号1081） 1992年5月1日
- 「「愛について、東京」を求めて-1-柳町作品のヒーローたち その系譜を探る」 - 田中千世子 雑誌「キネマ旬報」（通号1084） 1992年6月15日
- 「「愛について、東京」を求めて-2-木村威夫インタビュー」 - 木村威夫 雑誌「キネマ旬報」（通号1085） 1992年7月1日
- 「「愛について、東京」を求めて-3-藤岡弘インタビュー」 - 藤岡弘 雑誌「キネマ旬報」（通号1088） 1992年8月15日
- 「「愛について、東京」を求めて」 - 岡坂あすか 雑誌「キネマ旬報」（通号1096） 1992年12月15日
- 「6人の監督に聞く『それぞれの都市のとらえ方』」柳町光男、塚本晋也、長崎俊一、加藤哲、すずきじゅんいち、市川準 - 月刊「東京人 (雑誌)」no.64（東京都文化振興会、1993年1月号）
- 「「愛について、東京」<特集>」 - 雑誌「キネマ旬報」（通号1098） 1993年1月15日
- 「『愛について、東京』＝柳町光男、佐藤忠男」 - 雑誌「シネ・フロント」（第196号）1993年2月
- 「日本映画に未来はあるか（映画<特集>）」（座談会） - 雑誌「群像」48(4) 1993年4月
- 「「旅するパオジャンフー」<特集>」 - 雑誌「キネマ旬報」（通号1175） 1995年11月1日
- 「眠りゆく地の精霊」（松岡正剛との対談） - 松岡正剛『同色対談 色っぽい人々』（淡交社、1998年2月）
- <香港映画をめぐるの平岡正明との対談> - 平岡正明『キネマ三国志』（アートン新社、2001年4月）
- 「テオ・アンゲロプロスを囲んで」（座談会 黒沢清、岸惠子、柳町光男、黒澤和子） - 雑誌「Invitation」2005年4月号（ぴあ株式会社 発行）
- 「エコノミストCINEMA館 カミュなんて知らない」 - 園田恵子 雑誌「週刊エコノミスト」（毎日新聞社、通号3802号）2006年1月3・10日
- 「柳町光男監督インタビュー（作品特集「カミュなんて知らない」）」（柳町光男、大場正明） - 雑誌「キネマ旬報」（通号1447） 2006年1月下旬
- 「掲載シナリオ 監督・柳町光男「カミュなんて知らない」」 - 雑誌「シナリオ」（通号691） 2006年2月
- 「インタビュー 柳町光男--若者たちと殺人事件を相対化できた」（柳町光男、塩田時敏） - 雑誌「シナリオ」(通号691) 2006年2月
- 「有名人が語る私の介護体験」柳町光男・舛添要一 - 雑誌「ダカーポ」（No.578）2006年3月1日
- 「シンポジウム 日本における溝口」（阿部和重、井口奈己、柳町光男、山崎貴） - 蓮實重彦・山根貞男編『国際シンポジウム溝口健二 没後50年「MIZOGUCHI2006」の記録』（朝日選書822、2007年5月）
- 「旬なひと 粋なひと 映画監督 柳町光男さん」 - 茨城県の地域誌「月刊ぷらざ 県央版」2008年1月号（株式会社ぷらざ茨城 発行）
- 「特別寄稿 作家がつづる日本映画の魅力 恩田陸『カミュなんて知らない』」 - 『アエラムック2008 AERA MOVIE ニッポンの映画監督』（朝日新聞社、2008年2月）
- 萩原健一『ショーケン』（講談社、2008年3月）、244頁で「竜馬を斬った男」について言及。